# ジョセフ・ラウントリー (教育者)
ジョセフ・ラウントリー（Joseph Rowntree、1801年6月10日 - 1859年11月4日）は、イングランドの教育者、商店経営者。

## 経歴
ラウントリーは、現在のノース・ヨークシャー州スカーブラに、クエーカーであった父ジョン・ラウントリー（John Rowntree、1757年 - 1827年）とその妻エリザベス・ロザリントン（Elizabeth Lotherington、1764年 - 1835年）の間に生まれた。1822年、 ラウントリーはヨークでグロサリー（食料雑貨店）を創業した。この事業は順調に成長した。
1832年5月3日、ラウントリーはサラ・スティーヴンソン（Sarah Stephenson、1807年 - 1888年）と結婚した。二人の間には、3男2女と5人の子どもたちが生まれたが、そのうちの次男が、後にチョコレート製造業の大立者にして社会改革者として知られるようになった同名の息子ジョセフ・ラウントリーであった。長男ジョン・スティーヴンソン・ラウントリーも事業に関わったが、むしろクエーカー教会の改革者として著作によって知られ、三男ヘンリー・アイザック・ラウントリーは一家の中で最初にチョコレート製造業に乗り出した人物となった。
ラウントリーは、クエーカーの子弟教育や、ヨークにおける男女の教師の育成、貧しい子どもたちの教育などへの支援を、内外学校協会を通して行なっていた。彼はまた、ヨークの地方自治行政の改革にも熱心に取り組んだ。1853年には、市参事会員になった。また一方では、彼はイギリスのクエーカー教会内における結婚規則 (Marriage Regulations) の改革も後押しして、クエーカーである者が非クエーカーの相手と結婚した場合にも、教会から自動的に「追放 (disowned)」されることがないようにした。
ラウントリーは、1859年11月4日にヨークで死去した。